# Embelia laeta
Embelia laeta är en viveväxtart. Embelia laeta ingår i släktet Embelia och familjen viveväxter.

## Underarter
Arten delas in i följande underarter:
- E. l. laeta
- E. l. papilligera